# Nelson Luís Kerchner
Nelsinho, właśc. Nelson Luís Kerchner (ur. 31 grudnia 1962 w São Paulo) – piłkarz brazylijski, występujący podczas kariery na pozycji lewego obrońcy.

## Kariera klubowa
Karierę piłkarską Nelsinho zaczął w klubie São Paulo FC w 1979 roku. W lidze brazylijskiej zadebiutował 21 stycznia 1981 w zremisowanym 1-1 meczu z Américą Natal. W São Paulo FC występował w latach 1981–1990 i zdobył w tym czasie pięciokrotnie mistrzostwo stanu São Paulo – Campeonato Paulista w 1980, 1981, 1985, 1987, 1989 oraz mistrzostwo Brazylii 1986.
W 1990 roku przeszedł do CR Flamengo, jednak po kilku miesiącach powrócił do São Paulo FC. Z São Paulo FC zdobył kolejne mistrzostwo stanu w 1991 oraz mistrzostwo Brazylii 1991. W São Paulo 25 kwietnia 1992 w zremisowanym 1-1 meczu z Goiás EC Nelsinho rozegrał ostatni mecz w lidze brazylijskiej. W lidze brazylijskiej rozegrał 152 mecze i strzelił 1 bramkę. W 1992 roku odszedł do Corinthians Paulista. W 1992 roku wyjechał do Japonii do Kashiwy Reysol, w której zakończył karierę w 1995 roku.

## Kariera reprezentacyjna
W reprezentacji Brazylii Nelsinho zadebiutował 19 maja 1987 w zremisowanym 1-1 meczu z reprezentacją Anglii podczas Stanley Rous Cup, który Brazylia zdobyła. W tym samym roku Nelsinho brał udział w Copa América 1987, na którym Brazylia odpadła w fazie grupowej. Edu wystąpił w obu meczach Brazylii z Wenezuelą (bramka w 72 min.) oraz Chile. Ostatni raz w reprezentacji Nelsinho wystąpił 12 września 1990 w przegranym 0-3 towarzyskim meczu z reprezentacją Hiszpanii. Ogółem w reprezentacji Nelsinho wystąpił 18 razy i strzelił 1 bramkę.

## Kariera trenerska
Po zakończeniu kariery piłkarskiej Nelsinho został trenerem. W 2004 roku prowadził Internacional Limeira.